# 루마니아 헝가리인 민주연합
루마니아 헝가리인 민주연합(헝가리어: Romániai Magyar Demokrata Szövetség 로마니어이 머저르 데모크러터 쇠베체그[*], 루마니아어: Uniunea Democrată Maghiară din România 우니우네아 데모크라터 마기아러 딘 로므니아[*])은 루마니아의 중도우파 정당이다.
루마니아의 제도권 정당 중에서는 특이하게 헝가리인의 권리를 최우선 목표로 삼으며, 당원들도 대부분 헝가리인이다. 주로 클루지나포카와 그 인근에서 지지세가 높으며, 선거에서 꾸준히 4~8%의 지지율을 얻고 있다. 헝가리의 민족주의 정당인 피데스, 요비크와는 다르게 유럽 연합에 호의적이며, 난민 문제도 강경 회의적이지 않다. 한편, 이런 헝가리 민족주의적인 행보는 루마니아 극우주의자의 타겟이 되기도 한다.